# Огњен Ашкрабић
Огњен Ашкрабић (Сарајево, 28. јул 1979) је бивши српски кошаркаш. Играо је на позицији крилног центра.

## Каријера
Ашкрабић је своју професионалну каријеру почео у београдском Беовуку, за који је дебитовао у сезони 1997/98. Године 1998. долази у ФМП где проводи укупно шест сезона. Годинама је био најбољи играч екипе. Са тимом из Железника освојио је Јадранску лигу у сезони 2003/04. За сјајне партије током година у ФМП-у, управа клуба је окачила његов дрес под сводове дворане у Железнику. Током 2003. био је на проби у екипи Денвер нагетса, али није потписао уговор.
Након шест година у дресу ФМП-а, Ашкрабић је 2004. године потписао за Динамо из Санкт Петербурга. Са руском екипом освојио је ФИБА Еврочеленџ 2005. године. Након што је тим банкротирао 2006. године одлази у римску Лотоматику, где проводи сезону 2006/07. Након једне сезоне у Италији, поново се враћа у Русију и потписује двогодишњи уговор са Тријумфом из Љуберција. Након две одигране сезоне са руским тимом, у новембру 2009. потписује за украјински Доњецк али је одиграо само једну утакмицу у ВТБ лиги и три у Еврочеленџу пре него што је отпуштен. 
У августу 2010. потписао је са грчким Марусијем, али је због великих финансијских проблема напустио тим пре почетка сезоне. У августу 2011. био је у тренинг кампу шпанског Билбаа, али није потписао уговор.

## Репрезентација
Ашкрабић је наступао за репрезентацију Србије и Црне Горе, на Европском првенству 2003. у Шведској и на Светском првенству 2006. у Јапану.

## Успеси

### Клупски
- ФМП:
  - Јадранска лига (1) : 2003/04.
  - Куп Радивоја Кораћа (1) : 2003.
- Динамо Санкт Петербург:
  - ФИБА Лига Европе (1): 2005.

### Појединачни
- Најкориснији играч финала Јадранске лиге (1): 2003/04.

### Репрезентативни
- Универзијада:  1999 ,  2001.